# Юрі (жанр)
Юрі (яп. 百合, укр. лілія) — напрямок сьодзьо-манґи, пов'язаний із зображенням лесбійських стосунків. Також використовується термін сьодзьо-ай (яп. 少女 дівчина + яп. 愛 любов) чи просто дівоча любов (яп. ガールズラブ ґарудзу рабу).

«Наша біла кімната» (1971) — перша юрійна манґа

Юрі бере початок в японській лесбійській літературі початку XX ст., зокрема в роботах японської письменниці Йосії Нобуко.
Вперше тема жіночої гомосексуальності з'явилася в манзі Ямаґіші Руоко Наша біла кімната (1971), хоча популярність до жанру прийшла тільки після манґи Ікеди Рійоко Моєму дорогому брату (Onii-sama e…), яка вийшла в 1973 році. Характерно, що дія серіялу відбувалася в стінах закритої приватної школи. У таких же установах жили і герої перших яой-проєктів, тільки їх школи були чоловічими. Манґа Ікеди була перетворена на телесеріял тільки в 1991 році, коли в Японії з'явилися кабельні телеканали. Багато юрійних сцен містить аніме Mystery of the Necronomicon.
Якщо чоловіча гомосексуальність в його яойній версії став вельми популярною темою манґи та аніме, то жіноча гомосексуальність досі залишається малорозвинутою.
Як і у випадку з яоєм, хоча перші зразки жанру з'явилися в комерційній манзі, назву напряму дали доджінші-проєкти. Після виходу в середині 1980-х книжного і ТБ-серіялу Брудна парочка ринок любительської манґи заполонили твори про любов головних героїнь серіалу — Кей та Юрі. Дійсно, хоча в оригіналі обидві були строго гетеросексуальні, їх тотальна невдача з чоловіками та нежіночні характери давали масу приводів для спекуляцій. Оскільки це була перша «епідемія» лесбійської доджінші, намальованих дівчатами для дівчат, той напрям в цілому отримав назву «юрі» — на честь однієї з головних героїнь серіялу.
На відміну від чітко зорієнтованого на жінок яою, юрі як жанр є більш універсальним. Трапляються твори орієнтовані як на чоловіків, так і на жінок. Жіноче юрі романтичніше та зосереджується перш за все на стосунках героїв. Головні персонажі різного зросту та помітно різної зовнішності, більша увага приділяється обличчю, перш за все очам, ніж фігурі. Чоловіче юрі перш за все показує статеві стосунки жінок, героїні як правило приблизно однакового зросту, та мають підкреслено жіночні форми — великі груди та широкі стегна.